# Unabiara nigerrima
Unabiara nigerrima là một loài bọ cánh cứng trong họ Cerambycidae.